# Amblyzancla
Amblyzancla là một chi bướm đêm thuộc họ Yponomeutidae.

## Các loài
- Amblyzancla araeoptila - Turner, 1938